# The Juniors (Surinaamse band)
The Juniors is een Surinaamse hindipopgroep die sinds eind jaren 1980 optreedt in binnen- en buitenland.

## Achtergrond
The Juniors zijn in circa 1987/1988 opgericht en kenden tijdens hun bestaan een wisselende samenstelling. Zangers waren in de loop van de jaren onder meer Conchita Berggraaf, Radjesh Jagroep en Prashant Ramjatan. Ramjatan verruilde de groep in 2024 na 34 jaar voor Good Vibezz.
De muziekformatie wordt gerekend tot de top in eigen land en trad ook op in het buitenland, zoals in Nederland en Spanje. De oprichter en eigenaar van de band was Jaidew Changoer. Na zijn overlijden in 2019 zette zijn dochter Ashna Changoer het management voort.

## Albums
- 1987: Meets Mastana
- 1992: Like Never Before
- 1998: Live In Holland
- ?: Tropical Heat - Music From Surinam Live!!!
- ?: Live! In Suriname
- 2016: Reloaded[1]
- 2019: Hip - Hop - Ragga - Muffin'[8]